# Lasiomorpha
Lasiomorpha é um gênero de mariposa pertencente à família Eupterotidae.

## Espécies
- Lasiomorpha noakesi Joicey & Talbot, 1917